# 伊斯蘭對波斯的征服
伊斯蘭對波斯征服或穆斯林对波斯的征服（633年–656年）导致萨珊帝国（埃兰沙赫尔）灭亡，琐罗亚斯德教衰落。
7世纪，波斯萨珊王朝陷入衰落，在与东罗马帝国连年的战争之后，人力物力已消耗殆尽。628年，霍斯劳二世遭子篡位而被处决，引发四年的内乱，萨珊王朝已摇摇欲坠。
632年春，刚刚在新兴的伊斯兰教下统合起来的，以贝都因人为主体的阿拉伯人的伊斯兰哈里发的军队出现在埃兰沙赫尔所属的美索不达米亚的南疆边境上；633年，伊斯兰哈里发的军队攻占了埃兰沙赫尔所属的美索不达米亚的南疆边境的所有要塞。虽然之后由于伊斯兰哈里发军队被调动到去征伐东罗马帝国的叙利亚（634年）、巴勒斯坦和埃及等地，并且期间埃兰沙赫尔的军队在与伊斯兰哈里发的军队交战中获得了几次短暂的胜利，但是没能组织起有效抵抗，待伊斯兰哈里发的军队集结起主力之后，到636年，伊斯兰哈里发的军队在卡迪西亚战役打败埃兰沙赫尔军队，并趁机渡过底格里斯河攻占其在底格里斯河右岸的首都泰西封。至639年，伊斯兰军队攻占了埃兰地区的治所苏萨，到640年，伊斯兰哈里发军队占领波斯埃兰和伊斯法罕等地。642年，阿拉伯将领努尔曼率军在波斯埃克巴坦那以南的纳哈万德打败埃兰沙赫尔军队，继而最终在644年基本占领埃兰沙赫尔全境。此后埃兰沙赫尔的末代君主伊嗣俟三世先是经过赫卡通皮洛斯，之后是逃亡到内沙布尔，再后是逃亡到木鹿藏匿，651年，他在梅尔夫被一个伊斯兰哈里发下的逮捕令的利诱的贪财的磨坊主劫杀。
王子俾路斯看到复国无望，携带5,000人随从向北经过阿姆河并经过锡尔河与阿姆河之间的中亚河中地区的撒马尔罕、塔什干、苦盏和贰师城翻越葱岭并穿越唐朝安西都护府的昆仑山脉的南道，再次经过河西道和陇右道来到唐长安城被唐高宗授为大将军，其一个姊妹嫁入唐皇室；另一路向南逾越兴都库什山脉的那几道山口向南逃亡到之前属于埃兰沙赫尔的疆土的印度河河口北岸的古吉拉特邦，迄今为止当地还有65,000人的埃兰沙赫尔人后裔。有一支王室在马赞德兰通过游击战和臣服于周边强国的方式延续到1350年，被札剌亦儿王朝攻灭。
穆斯林的征服令波斯进入数百年的伊斯兰化进程，但波斯语和波斯文化在一定程度上得到延续和传承，未经历强烈的阿拉伯化。伊斯兰教在中世纪晚期成为波斯地区的主要宗教。

## 穆斯林征服之前的萨珊波斯
自公元前一世纪以来，罗马帝国（后期成为东罗马帝国）和帕提亚帝国（后来被萨珊王朝取代）之间以幼发拉底河为边界，并且两国边境多次爆发领土争夺战。大多数战役集中在北部丘陵地区，因此大多数防御工事也都建在这里，因为广袤的阿拉伯沙漠和叙利亚沙漠使南部不面临敌对帝国的威胁。南方唯一可能的危险是游牧阿拉伯部落的偶尔袭击。因此，两个帝国都与半独立的小型阿拉伯王国结盟，这些小国充当缓冲国，并保护东罗马和波斯免受贝都因人的侵袭。拜占庭的附庸是伽珊尼德，波斯的附庸是拉赫姆。伽珊尼德和拉赫姆之间争执不断，但并没有对拜占庭人或波斯人产生太大影响。6世纪和7世纪，不同的因素破坏了这种已维持多个世纪的力量平衡。

### 阿拉伯附庸国的叛乱（602）

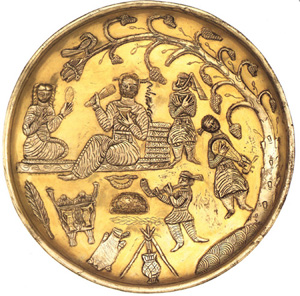
古伊朗人非常重视音乐和诗歌，今天的伊朗人也是这样。这张7世纪的画板描绘了萨珊时代的音乐家。

拜占庭的附庸伽珊尼德阿拉伯人皈依了基督一性论的基督教，该教派被拜占庭正教会视为异端。东罗马人试图镇压异端，故而恶化了与伽珊尼德的关系，在沙漠边境引发了叛乱。拉赫姆阿拉伯人也爆发了反抗波斯国王霍斯劳二世的起义。阿尔努曼三世是第一位皈依基督教的拉赫姆国王，他在602年被霍斯劳二世罢黜并杀害，因为他企图摆脱波斯人的宗主地位。在霍斯劳被暗杀之后，波斯帝国陷入内乱，而拉赫姆实际上实现了半独立。如今，历史学家普遍认为，拉赫姆王国被阿拉伯人兼并是萨珊帝国灭亡以及随后的伊斯兰征服波斯的主要因素之一，因为拉赫姆人在希拉赫战役中被哈立德·本·瓦利德击败后同意充当穆斯林的间谍

### 东罗马-萨珊战争（602–628）
萨珊波斯统治者霍斯劳二世击败了帝国内部的叛乱者巴赫拉姆六世；此后，他将精力转向宿敌东罗马，引发了602-628年的东罗马-萨珊战争。从612年到622年，他将波斯的疆域扩张到几乎和阿契美尼德王朝（公元前550-330年）一致，占领了西边的埃及、巴勒斯坦（由犹太军队协助完成的）等地。
东罗马重新集结，在希拉克略的领导下于622年进行反攻。霍斯劳在627年的尼尼微战役中被击败，东罗马重新占领了整个叙利亚，还深入到波斯的美索不达米亚。629年，霍斯劳的将军沙赫尔巴拉兹同意停战，两个帝国之间的边界恢复到与602年相同。

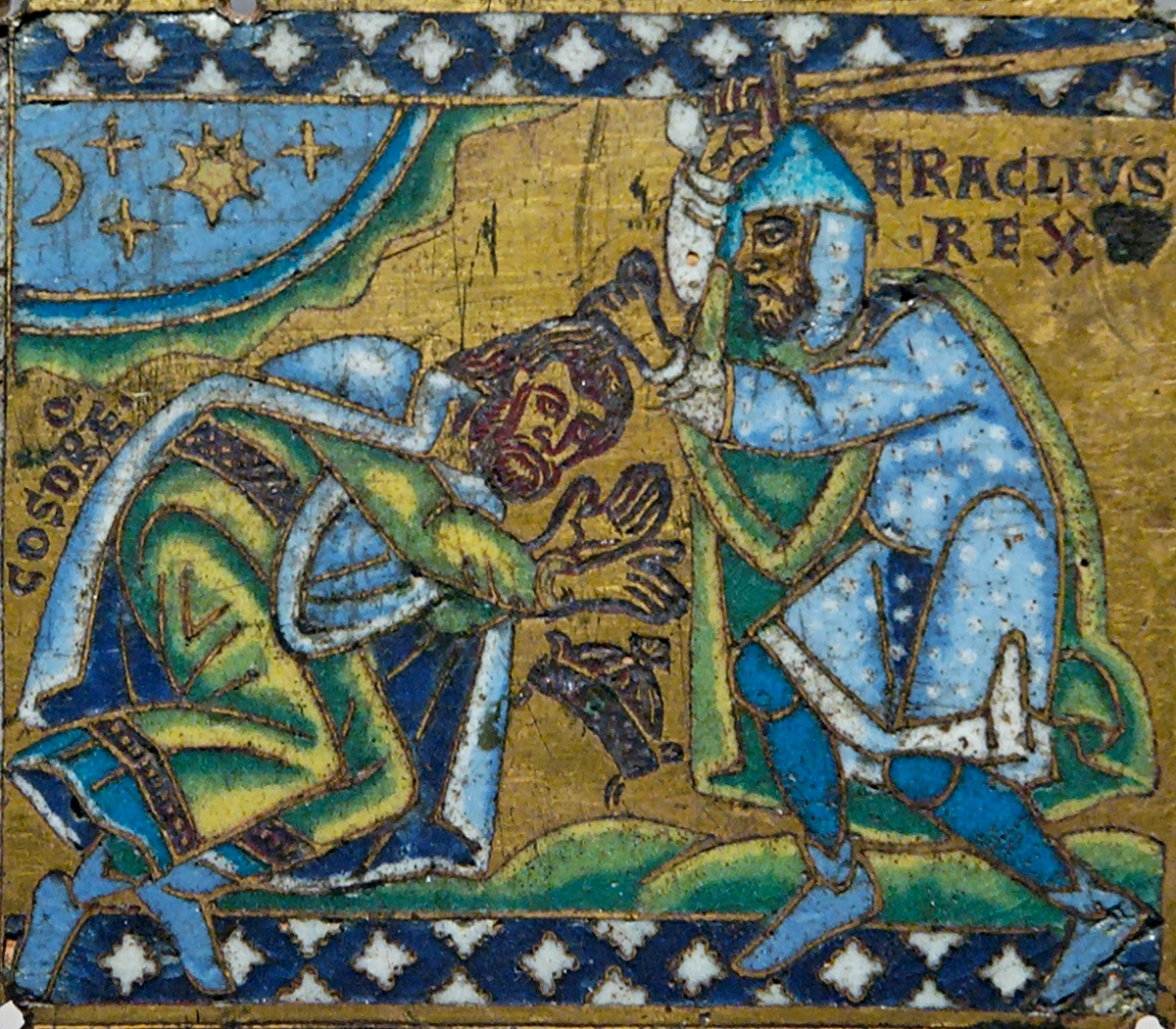
12世纪法国十字架上的一块牌：顺服萨珊王朝国王霍斯劳二世向拜占庭皇帝希拉克略投降。这只是一个託寓，因为霍斯劳从未真正亲自向希拉克略投降。

在萨珊波斯内战（628-632）中，霍斯劳二世于628年被处决，许多人争夺王位。628年到632年，波斯出现了十位国王和女王。最后一个是伊嗣俟三世，他是霍斯劳二世的孙子，登基时年仅8岁。

### 穆罕默德时期
根据伊斯兰史料的说法，公元628年《侯代比亚和约》签署后，穆罕默德向当时各个部落和王国的统治者寄送信件，劝诫他们皈依伊斯兰教并屈服于真主的命令。 这些信件由大使在同一天运往波斯、拜占庭、埃塞俄比亚、埃及、也门和希拉赫（伊拉克）。一些现代伊斯兰历史学家，特别是Grimme和Caetani，重新审视了这种说法；尤其有争议的一点是霍斯劳二世收到了穆罕默德的来信这一说法，由于萨珊的宫廷礼仪极为复杂，当时一个次要的地区大国的信件不太可能寄到“万王之王”手中。
穆斯林的史料进一步提到，在迁徙的第七年年初，穆罕默德任命他的一名官员阿卜杜拉·胡扎法·萨赫米·卡拉希（Abdullah Huzafah Sahmi Qarashi）带信给霍斯劳二世，邀请他接受伊斯兰教：

奉至仁至慈安拉之命，这是安拉的使者穆罕默德给波斯王霍斯劳的信件，祝福跟随正道，归信安拉及其使者，并见证：除独一的安拉外，别无应收崇拜者，他没有伙伴，穆罕默德是他的仆人和使者。我以伊斯兰的名义号召你归信，我是安拉派给全人类的使者。你归信，你会安全的，如果你拒绝，那你负责拜火教徒的罪责。

## 哈里发国的崛起
穆罕默德于632年6月去世，阿布·巴克尔获得哈里发的头衔，在麦地那成为穆罕默德的政治继任者。阿布·巴克尔继位后不久，几个阿拉伯部落叛乱，爆发叛教者战争。这场战争一直困扰哈里发，直到633年3月整个阿拉伯半岛都统一在麦地那哈里发的领导下。
很难说阿布·巴克尔是否真的打算进行全面的帝国征服。然而，他确实推动了一条历史进程（后来由欧麦尔和奥斯曼继承），在短短的几十年内造就了历史上最大的帝国之一。该进程开始于哈立德·本·瓦利德将军与萨珊王朝的对峙。

## 第一次入侵美索不达米亚（633）

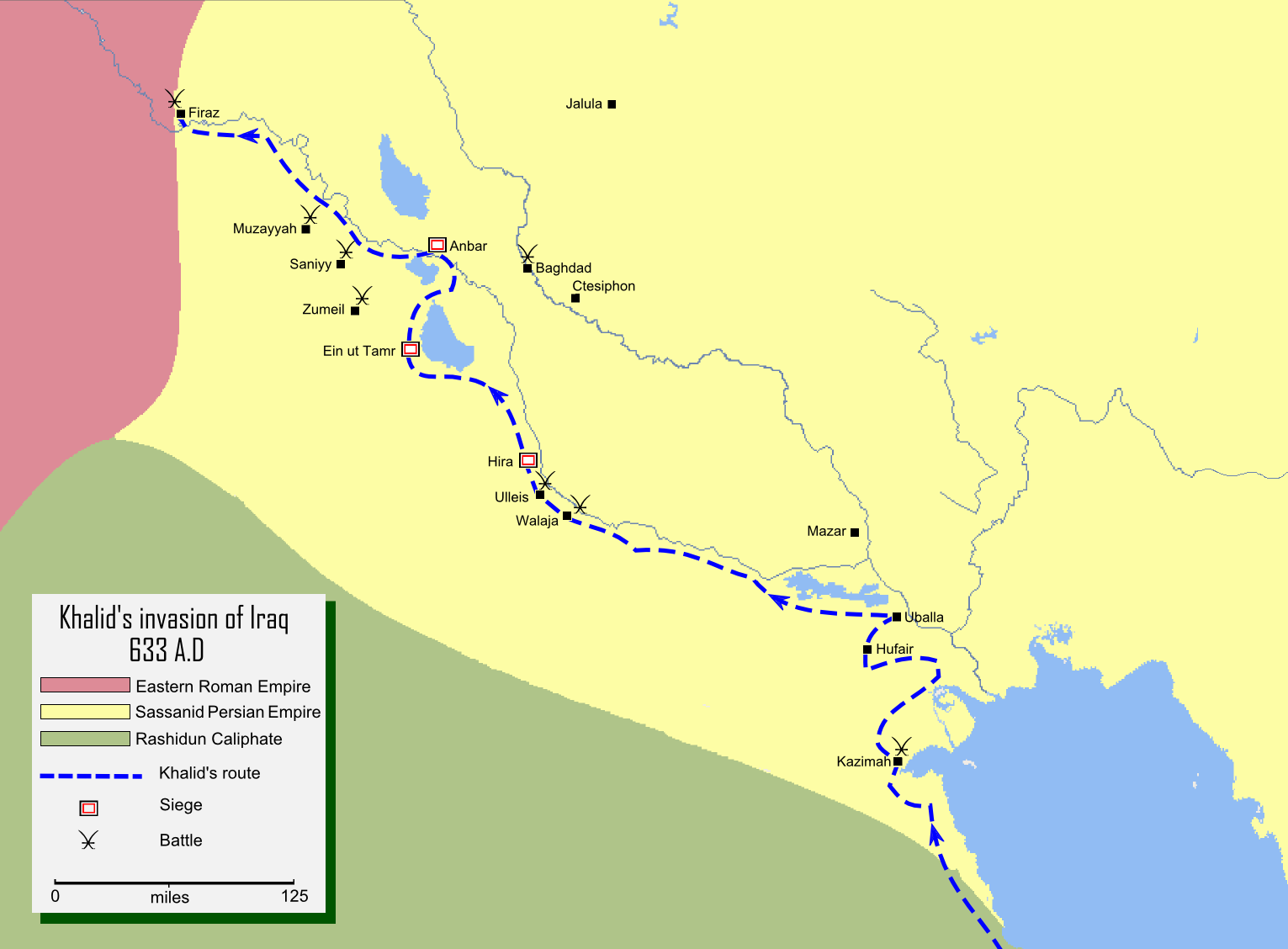
哈立德·本·瓦利德征服美索不达米亚的详细路线图

叛教者战争后，东北阿拉伯的部落首领Al-Muthanna ibn Haritha突袭了美索不达米亚（今伊拉克）的波斯城镇。阿布·巴克尔的军队足够强大，可以向东北进攻波斯帝国、向西北进攻拜占庭帝国。征服的目的有三：首先，在阿拉伯与这两个大型帝国之间的边界上，有许多游牧的阿拉伯部落，是波斯人和罗马人之间的缓冲地带，阿布·巴克尔希望这些部落能接受伊斯兰教，并帮助其穆斯林兄弟传播伊斯兰教；其次，波斯人和罗马人承受着很高的税负，阿布·巴克尔认为，穆斯林同意使他们免受苛捐杂税，这可以说服他们帮助穆斯林；最后，阿布·巴克尔希望通过袭击伊拉克和叙利亚来消除伊斯兰帝国边界的危险.。随着一系列突袭的成功，阿拉伯人收集了大量战利品。Al-Muthanna ibn Haritha前往麦地那向阿布·巴克尔报告了他的好消息，随之被任命为人民统帅，此后他开始更深入地袭击美索不达米亚。利用轻骑兵的机动能力，他可以轻松地袭击沙漠附近的任何城镇，并再次隐匿在茫茫沙漠中，而萨珊军队则无法企及。Al-Muthanna的行动使阿布·巴克尔考虑扩张他的正统哈里发帝国。
阿布·巴克尔针对进攻波斯做出了两项决定：首先，入侵的军队将完全由志愿者组成；第二，任命他最好的将军哈立德·本·瓦利德来领导这场战争。当阿布·巴克尔命令他入侵萨珊帝国时，哈立德仍在亞瑪瑪，刚刚击败自称为先知的Musaylimah。阿布·巴克尔将希拉赫确立为哈立德的目标，派遣增援部队并命令东北阿拉伯的部落首领在哈立德的指挥下开展行动。大约在633年3月的第三个星期（希吉拉历12年穆哈兰姆月的第一个星期），哈立德率领一支10000人的军队从亞瑪瑪出发。四名部落首领各有2000名战士，也加入了他的行列，使军队人数升至18000名。
进入美索不达米亚后，哈立德在4月和5月一连取得了四场战役的胜利。波斯宫廷原本已受内部问题困扰，现在更是陷入混乱。在五月的最后一周，重镇希拉赫沦陷。军队休整后，哈立德在6月包围了安巴尔，该城于7月投降。哈立德随后向南移动，并在7月的最后一周占领了Ayn al-Tamr城。到目前为止，今伊拉克的大部分地区都处于穆斯林的控制之下。
哈立德接到阿拉伯北部被叛乱部落围困的一名穆斯林阿拉伯将军的援助请求。八月的最后一周，哈立德前去增援，击败了叛军。回国后，他获悉一支庞大的波斯军队正在集结。他决定对其各个击破，以避免遭遇一支庞大的波斯军队。波斯的军队由波斯人和基督教阿拉伯人组成，在四处分别设有一个师。哈立德将他的军队分为三支，并在夜间分别从三个不同方面对波斯人进行了有协调的进攻。波斯遭遇了毁灭性的失败，丧失了对美索不达米亚的控制，此时波斯首都泰西封极易受到攻击。在攻击泰西封之前，哈立德决定消灭南部和西部的所有波斯军队。因此，他向边境城市Firaz进军，并于12月击败了波斯人、拜占庭人和基督教阿拉伯人的联合部队。这是他征服美索不达米亚的最后一场战斗。在哈立德前往卡迪西耶（通往泰西封的关键要塞）的途中，阿布·巴克尔命令他前往叙利亚指挥与罗马的战争。

## 第二次入侵美索不达米亚（634–636）
根据阿布·巴克尔的遗愿，欧麦尔将继续征服叙利亚和美索不达米亚。在美索不达米亚，局势正在迅速恶化。在阿布·巴克尔时代，哈立德·本·瓦利德及其9000名士兵中的一半人离开了美索不达米亚，开始在叙利亚战斗，随后波斯人决定收回他们的失地。穆斯林军队被迫离开已征服地区，集中兵力防守边界。欧麦尔立即向美索不达米亚派出援军。波斯人和阿拉伯人在萨瓦德地区发生一系列战斗，阿拉伯人成功在这一地区维持了其统治。后来，波斯人在桥梁之战中击败了阿拉伯军队。然而，阿拉伯人随后在Buwayb战役中取得了胜利。635年，伊嗣俟三世向东罗马帝国的希拉克略皇帝寻求结盟，并和后者的女儿（或孙女）结婚，从而形成同盟。当希拉克略在黎凡特准备重大进攻时，伊嗣俟命令集结大规模军队，协调两个战线的进攻，力求将穆斯林赶出美索不达米亚。

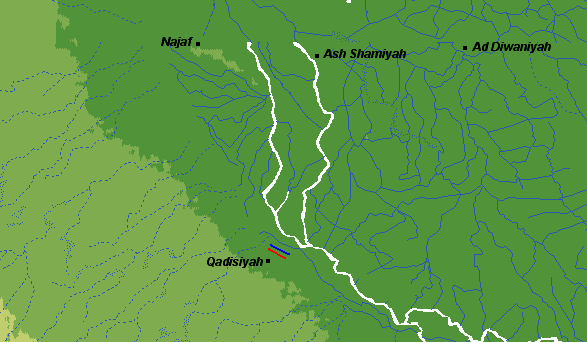
卡迪西亚战役爆发地点，红色为穆斯林军队，蓝色为萨珊军队。

欧麦尔下令军队撤退到阿拉伯边界，并开始在麦地那集结军队，准备再次进军美索不达米亚。由于形势危急，欧麦尔希望亲自指挥军队，但他的大臣提出异议，认为两线作战要求欧麦尔留在麦地那。因此，尽管赛义德·本·阿比·瓦卡斯患坐骨神经痛，欧麦尔仍任命他为高级军官。赛义德于636年5月率军队离开麦地那，并于6月到达卡迪西亚。
当希拉克略于636年5月发动进攻时，伊嗣俟无法及时召集军队及时向拜占庭提供波斯的援助。据说，欧麦尔当时已知道了波斯和东罗马结盟一事，充分利用时机来避免与两个大国同时作战，他迅速采取行动，在雅尔穆克加强了穆斯林军队，同时，欧麦尔下令赛义德与伊嗣俟三世进行和平谈判并邀请他接受伊斯兰教，为的就是拖住波斯军队的行动。希拉克略指示他的将领在接受明确命令之前不要与穆斯林交战；但是，由于担心阿拉伯援军增多，东罗马将领于636年8月在雅尔穆克袭击了穆斯林军队，结果被击溃。东罗马在该战役后失去了黎凡特地区。
拜占庭暂时不构成威胁，而萨珊帝国仍然十分强大，拥有庞大的军力储备，波斯人从帝国的每个角落都集结了包括战象在内的军队，并任命最重要的将军指挥。在三个月内，萨义德在卡迪西亚战役中击败了波斯军队，结束了萨珊王朝在波斯本土以西的统治。这场胜利在很大程度上被视为伊斯兰势力成长的决定性事件：在击败了大部分波斯军队之后，萨义德和其他人接着又征服了一系列美索不达米亚城市。萨珊帝国的首都泰西封被围困三个月后于637年3月沦陷。

## 征服美索不达米亚和波斯反抗（636-641）
636年12月，欧麦尔下令Utbah ibn Ghazwan前往南部，占领al-Ubulla和巴士拉，以切断那里的波斯驻军与泰西封之间的联系。阿拉伯军队于637年4月到达，占领了该地区。波斯人撤退到了米桑地区，穆斯林后来也占领了该地区。
从泰西封撤退后，波斯军队在Jalawla集结，这个城市处于美索不达米亚、呼罗珊和伊朗阿塞拜疆等地路线的交汇处，战略意义十分重要。637年4月，12000名阿拉伯士兵在Jalawla战役中击败波斯人，随后对Jalawla进行了长达7个月的围城，最终将这座城市收入囊中。接下来，穆斯林军队又先后占领了提克里特和摩苏尔，整个美索不达米亚处于穆斯林的控制之下。
此时波斯人已退守波斯本土，即札格罗斯山脉以东，638年至641年间波斯军队在霍木赞的率领下多次尝试收复美索不达米亚。不过波斯始终无法获得较大进展，札格罗斯山脉成为了波斯和阿拉伯双方拉锯的边境。霍木赞遭遇了若干次失败，于640年被俘虏至麦地那，随后成为欧麦尔的顾问，为其征服波斯的军事行动提供建议。有人认为他参与了644年暗杀欧麦尔的计划。
在图斯塔赢得胜利后，阿拉伯军队于641年1月向具有战略意义的苏萨进军，在围攻了几个月后占领了这座城市。随后阿拉伯人向Junde Sabur进军，这是波斯在胡齐斯坦的最后一个重要军事据点，在围攻数周后占领了该城。

## 納哈萬德战役（642）

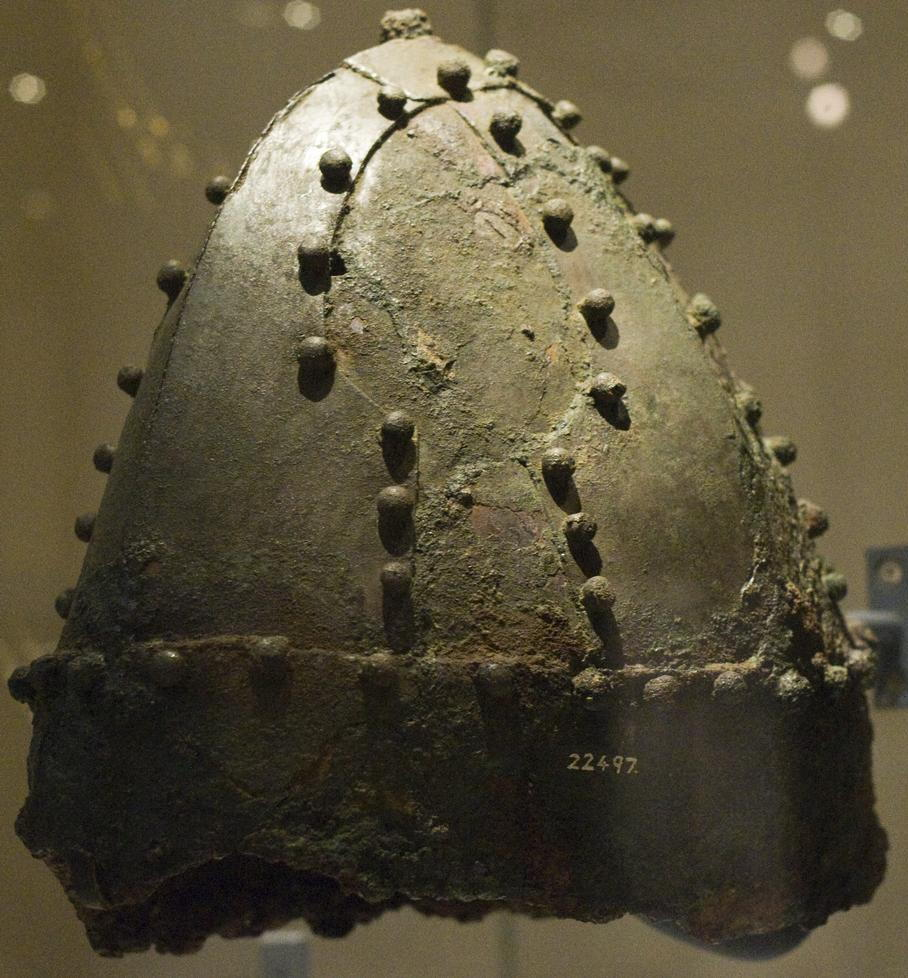
萨珊士兵头盔

征服胡齐斯坦后，欧麦尔想要恢复和平。虽然波斯帝国的形象和地位已大大削弱，但波斯依然被新崛起的阿拉伯人视为一个令人恐惧的超级大国，而欧麦尔对与之不必要的军事接触保持警惕。“我希望我们与伊朗人之间有一座巨大的火焰山，使他们无法接触我们，使我们也无法接触他们。”然而，阿拉伯人的军事胜利损害了波斯人的自尊，使他们无法容忍现状。
637年战败后，伊嗣俟三世前往雷伊，随后来到梅尔夫，迁都于此，指示其将领对美索不达米亚进行连续的攻击。四年之内，伊嗣俟三世感到波斯强大到足以再次挑战穆斯林，以控制美索不达米亚。他从波斯各地招募了100000名退伍军人和年轻的志愿者前往纳哈万德，与哈里发进行最后的斗争。
阿拉伯哈里发在库法总督知悉了波斯的军事行动，向欧麦尔汇报波斯军队在纳哈万德的集结。尽管欧麦尔曾表示希望美索不达米亚成为他的最东部边境，但波斯军队在纳哈万德集结迫使他采取行动。他现在认为，只要波斯人仍然受萨珊王朝统治，对美索不达米亚的袭击就会继续。几名阿拉伯将领分别从库法、巴士拉和泰西封出发前往纳哈万德。欧麦尔决定亲自将麦地那的军队带到纳哈万德担任总指挥。但其他人再次建议他从麦地那指挥战役。欧麦尔任命了麦地那的部队司令以及纳哈万德的总司令。穆斯林军队在642年12月的纳哈万德战役中击败了波斯人。随后，穆斯林占领了整个哈马丹地区，仅遭到微弱的抵抗。

## 征服波斯（642-651）
几年后，哈里发欧麦尔采取了新的进攻性态势，准备全面进攻萨珊帝国的残余。纳哈万德战役是伊斯兰历史上最具决定性的战斗之一。在遭遇纳哈万德的惨败后，伊嗣俟三世逃往波斯的不同地区，试图组建一支新军队，但收效甚微，而欧麦尔试图将他生擒。
在纳哈万德击败波斯人后，欧麦尔决定立即乘胜追击，他必须决定先征服三个省中的哪一个：南部的法尔斯、北部的阿塞拜疆还是中部的伊斯法罕。欧麦尔最终选择了伊斯法罕，因为这是波斯帝国的心脏地带，保障萨珊不同地区驻军之间的供给和通讯，而占领该地区会将法尔斯和阿塞拜疆与呼罗珊（伊嗣俟的据点）隔离开来。在占领法尔斯和伊斯法罕之后，接下来他将同时对西北省份阿塞拜疆和最东部的省份锡斯坦发动攻击。征服这些省份会使呼罗珊处于孤立和脆弱的境地，而呼罗珊将是征服波斯的最后阶段。
642年1月欧麦尔已完成战略准备工作。该计划的成功取决于欧麦尔能否从麦地那有效地协调1500公里以外的战争，也取决于其指挥官的技能。欧麦尔没有任命一个指挥官来指挥所有战役，而是任命了若干名指挥官，每个指挥官分配了不同的任务；一旦指挥官的任务结束，他将成为一名普通士兵接受下一位指挥官的统帅。该策略的目的是让指挥官与士兵们打成一团，并提醒指挥官他们和其他人一样。指挥官的角色只授予给最有能力的士兵，一旦战斗结束，指挥官将返回其先前的位置。
征战前夕，为了提高士气，欧麦尔决定重新任命已离开四年的哈立德为战地指挥官。哈立德作为罗马东部省份征服者的声誉使波斯指挥官士气低落，他们中大多数人在633年征服美索不达米亚期间曾沦为他的手下败将。然而，642年，哈立德在埃米萨（今叙利亚霍姆斯）去世。
在整个波斯战役中，欧麦尔严格要求其指挥官在采取任何决定性行动之前向他咨询。在开始战役之前，所有指挥官都必须发送一份详细的报告，说明该地区的地理条件、地形以及波斯驻军、要塞、城市和部队的位置。然后，欧麦尔将向他们发送一份详细计划，说明他希望如何占领该地区。只有战术上的问题留给了指挥官，让他们根据前线所面临的情况来解决。

### 征服波斯中部
哈立德死后，欧麦尔任命阿卜杜拉·本·乌斯曼（Abdullah ibn Uthman）担任入侵伊斯法罕的穆斯林部队司令。努曼·伊本·穆卡林（Nu'man ibn Muqaarin）从纳哈万德出发前往哈马丹，然后向东南行进370公里，到达伊斯法罕，在那里击败了萨珊军队，两名萨珊将军在战役中被杀。穆斯林军队随后对伊斯法罕进行了数个月的围困，之后伊斯法罕投降。
651年，努曼的兄弟努亚姆（Nu'aym）向东北行进，到达距哈马丹约320公里的雷伊，围困了这座城市，雷伊进行了激烈的抵抗后投降，然后向东北前进240公里，向库姆进发，没有遭遇太大抵抗力就占领了库姆。这些城市代表了伊斯法罕地区的边界，往东北是呼罗珊，而东南部则是锡斯坦。同时，哈马丹和雷伊发生了叛乱。欧麦尔派遣努亚姆到哈马丹镇压叛乱并肃清了伊斯法罕的西部边界。努亚姆在一场血腥的战斗后重新占领了哈马丹，然后前往雷伊。波斯人也在那里抵抗，但在要塞外被击败，穆斯林重新占领了这座城市。当地波斯人民为获得和平而同意支付吉茲亞税。努亚姆从雷伊向北行军至里海以南的塔巴里斯坦，塔巴里斯坦的统治者与哈里发签署了和平条约。

### 征服法尔斯
穆斯林对法尔斯的入侵始于638或639年，当时巴林的总督击败了一些叛乱的阿拉伯部落，占领了波斯湾的一个岛屿。尽管哈里发已下令不得入侵法尔斯及其周围岛屿，但巴林总督仍率军队继续袭击该地区。他迅速组建了一支军队，将他分为三组，受三个人指挥。
第一组军队进入法尔斯时，很快就被击败。第二组很快遭遇了同样的事情。而第三组则更为幸运：他们设法将防御者困在海湾，但由于萨珊军队阻拦他们的出海，因此无法撤回巴林。欧麦尔得知了他们入侵法尔斯的消息后，由萨德·伊本·阿比·瓦卡斯（Sa'd ibn Abi Waqqas）担任总督，并派遣增援部队前往法尔斯。增援部队到达后，此前被困的军队设法撤回了巴林，其余人员撤回了巴士拉。
约643年，穆斯林军队占领了比沙普尔，与其签署了和平条约。644年，穆斯林军队再次从巴林进攻法尔斯，一度抵达伊什塔克爾，直到他们被法尔斯总督击退。一段时间之后，穆斯林军队设法在法尔斯建立了军事基地，随后击败了法尔斯总督并将其杀死。一名已皈依伊斯兰教的波斯人被遣去进攻法尔斯海岸的塞内兹堡垒。11月11日，奥斯曼成为新的（第三位）正统哈里发，比沙普尔的居民在前法尔斯总督的兄弟的领导下宣布独立，但随即被镇压。不过，波斯历史学家al-Baladhuri指出该事件发生于646年。
648年，穆斯林军队迫使伊什塔克爾总督投降。这座城市的居民后来在649或650年起义，阿拉伯人在此地的军事总督被打死。650或651年，伊嗣俟三世伊什塔克爾前往伊什塔克爾计划对阿拉伯人进行有组织的抵抗，然而伊什塔克爾未能维持强大的抵抗，很快阿拉伯人洗劫了该城市并杀死了40000多名抵抗者。阿拉伯人随后迅速占领了该地区的一系列城市，而伊嗣俟则逃往克尔曼。穆斯林对法尔斯的控制一度仍然动荡不安，征服之后还发生了几次叛乱。

### 征服波斯西南
在Suhail ibn Adi的带领下，穆斯林军队于643年从巴士拉出发前往波斯西南部的克尔曼，途中经过了设拉子和波斯波利斯，克尔曼在与当地驻军激烈的战斗后被征服。

### 征服锡斯坦

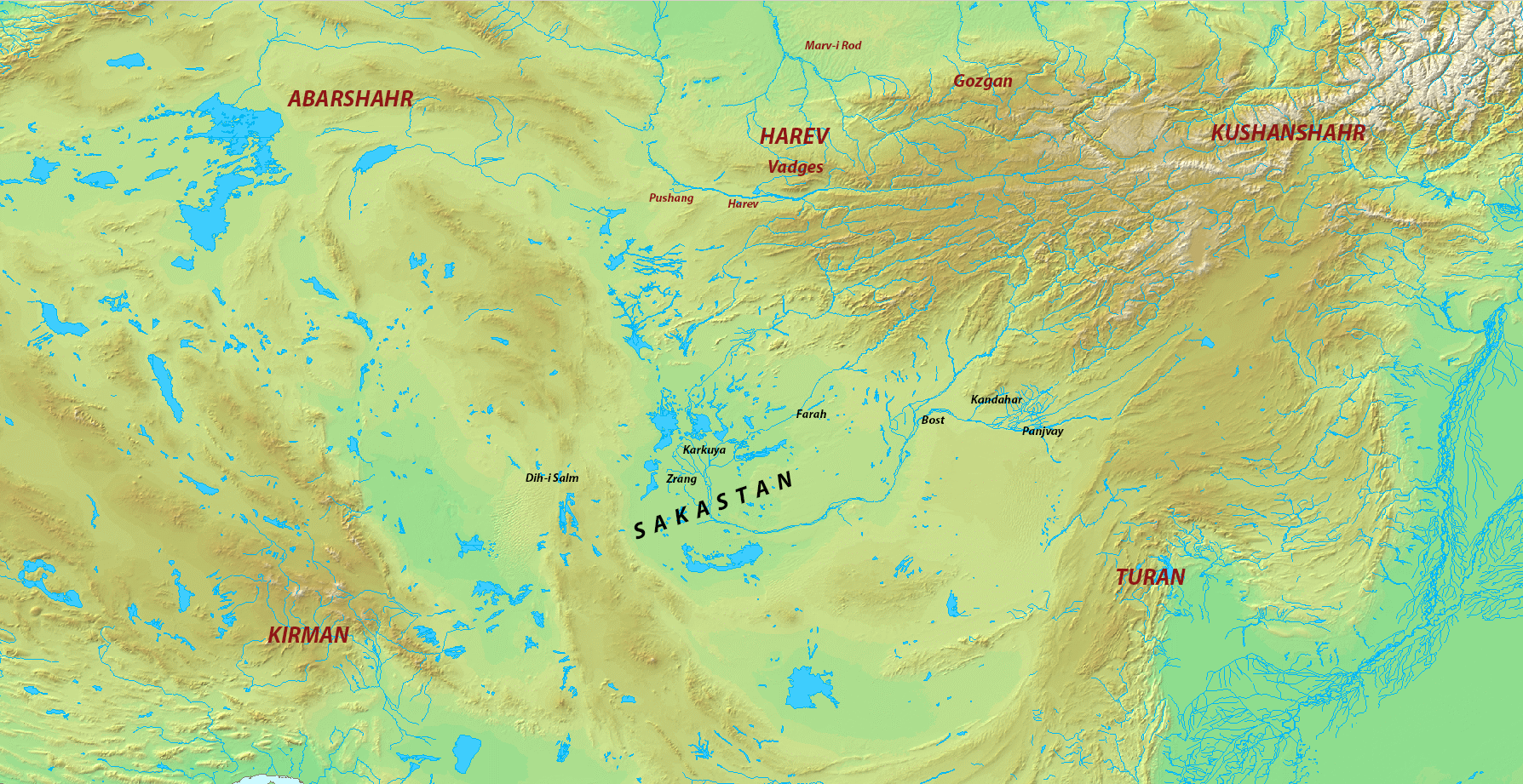
萨珊统治下锡斯坦地图

阿拉伯人早在欧麦尔哈里发时期就曾袭击锡斯坦，不过第一次真正的入侵发生在650年，遭到惨败，被迫撤退。
一年后，穆斯林军队重新进攻锡斯坦，一段时间后抵达了锡斯坦边境城镇扎利克，强迫该镇统治者承认正统哈里发的权威。随后他在卡尔库亚堡垒做了同样的事，该堡垒有《锡斯坦历史》一书中提到的一座著名琐罗亚斯德教火庙。他在该省夺取了更多土地。接下来，他围攻了锡斯坦首府扎兰季，在城外进行激烈战斗之后，其总督投降。当总督前去与阿拉伯将领进行和平谈判时，他看到阿拉伯指挥官正坐在两名士兵的尸体之上。总督为了换取与阿拉伯人的和睦，承诺向阿拉伯人缴纳100万迪拉姆的贡品，其中包括1000名奴隶男孩或女孩以及1000艘金船。

### 征服阿塞拜疆

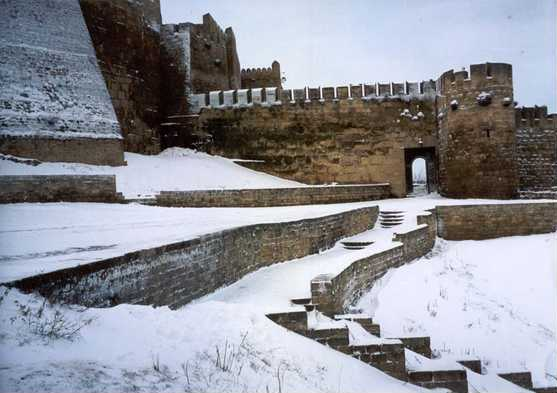
杰尔宾特的萨珊堡垒，位于今俄罗斯达吉斯坦，于643年沦陷于穆斯林。

对阿塞拜疆的征服始于651年，与对锡斯坦和克尔曼的再征服同时进行。穆斯林军队从波斯中部的雷伊前往北部一个坚固的波斯据点赞詹。波斯人从城里出来战斗，结果被击败，这座城市被占领，而那些寻求和平的人则同意支付吉兹亚税。穆斯林军队从赞詹出发，前往阿尔达比勒，这座城市和平投降。然后，他们继续沿里海西岸向北进军，用武力占领了杰尔宾特。穆斯林军队对阿塞拜疆进行双管齐下的袭击：一条线路沿里海西岸，另一条则进入阿塞拜疆心脏地带。前者遭遇了一支大型波斯部队的顽强抵抗，最终取胜并俘虏了指挥官；作为放生的回报，该指挥官同意交出阿塞拜疆的领土，并说服其他人接受穆斯林统治。另一条路线也是穆斯林军队获得胜利。阿塞拜疆向哈里发投降，同意每年支付吉兹亚。

### 征服亚美尼亚

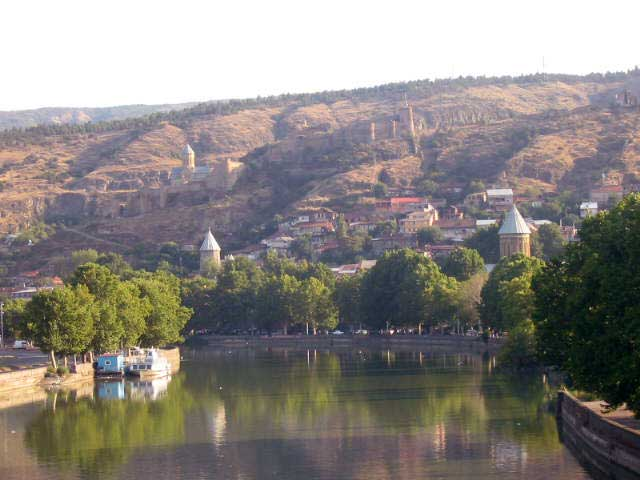
第比利斯，于644年被哈里发征服。

穆斯林在638–639年征服了拜占庭亚美尼亚。阿塞拜疆以北的波斯亚美尼亚仍在波斯人手中。欧麦尔拒绝冒险，他从不将波斯人视为软弱之辈。643年末，欧麦尔再次向波斯帝国的东北（呼罗珊）和西北（亚美尼亚）同时进行远征。穆斯林军队采用了已取得多次成功的多管齐下的攻击策略。在距离第比利斯数公里时，欧麦尔指示军队分为三个军团，一支占领第比利斯，一支朝北向高加索山进发，还有一支朝南向高加索山进发。三个任务都取得成功，但欧麦尔突然死亡给入侵亚美尼亚的行动画上了句点。到此时，几乎所有的南高加索地区都被占领。

### 征服呼罗珊
呼罗珊是萨珊帝国的第二大省，从今伊朗的东北部延伸至阿富汗西北部和土库曼斯坦南部，其首府是阿富汗北部的巴尔赫。651年，征服呼罗珊的任务分配给阿纳夫（Ahnaf ibn Qais）。阿纳夫从库法出发，经过雷伊和尼沙普尔，走了一条较短且人迹罕至的路线。雷伊已经在穆斯林手中，而尼沙普尔几乎毫无抵抗就投降了。阿纳夫从尼沙普尔出发前往阿富汗西部重镇赫拉特，赫拉特是一个筑有防御工事的城市，被围困了几个月后向穆斯林军队投降，整个呼罗珊由穆斯林控制。然后，阿纳夫直接向北行进到今土库曼斯坦的梅尔夫。梅尔夫是呼罗珊的首都，伊嗣俟三世的宫廷已迁居于此。听到穆斯林到来的消息后，伊嗣俟三世前往巴尔赫。梅尔夫没有抵抗，于是穆斯林不费一兵一卒就占领了呼罗珊的首都。阿纳夫留在梅尔夫，等待库法的增援。同时，伊嗣俟在巴尔赫也集结了相当大的力量，并与费尔干纳的突厥汗结盟，后者亲自率领救援部落。欧麦尔命令阿纳夫破坏同盟关系。费尔干纳的汗意识到与穆斯林的战斗可能会危及自己的王国，因此退出了同盟，并撤回费尔干纳。伊嗣俟的其余部队在阿姆河战役中被击败，撤退至河中地区。伊嗣俟侥幸逃至中国，穆斯林现在已到达波斯最外围的边境，继续往外是突厥人的土地，更远处则是中国。阿纳夫回到梅尔夫，并向焦急的欧麦尔寄信详细报告了他的胜利，并请求欧麦尔许可他穿过阿姆河以入侵河中地区。欧麦尔命令阿纳夫暂时停止进攻，巩固他在阿姆河以南的力量。

### 波斯反抗与再征服
644年11月，欧麦尔被一个波斯奴隶暗杀。历史学家通常将这次暗杀视为波斯的阴谋，策划人是霍木赞。奥斯曼接替欧麦尔成为第三任哈里发。在他的统治期间，整个前萨珊帝国的领土不时爆发叛乱，他派遣数支军队前去击溃叛乱并夺回波斯及其附庸国的领土。叛乱主要发生在亚美尼亚、阿塞拜疆、法尔斯、锡斯坦（649年）、呼罗珊（651）和莫克兰（650）等波斯省份。最终，651年，萨桑王朝的最后一位皇帝伊嗣俟三世在梅尔夫附近被一名当地磨坊主杀死，从而结束了他的王朝和有组织的波斯抵抗运动。同时，奥斯曼将帝国扩展到了前萨珊帝国的边界之外，直达河中、俾路支斯坦和高加索地区。

## 穆斯林治下的波斯

### 行政

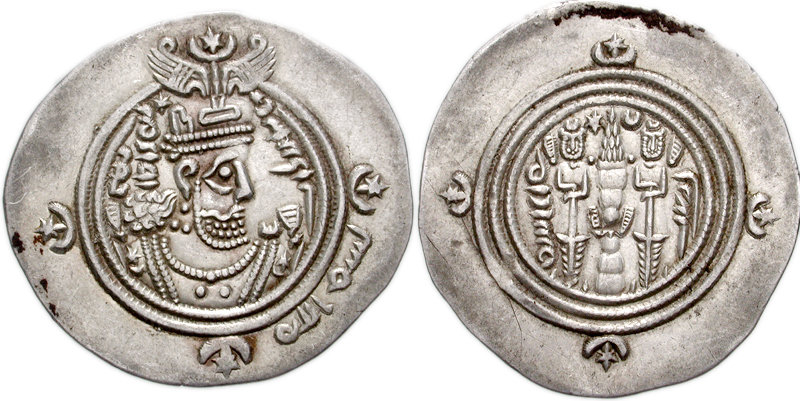
正统哈里发时期的一枚硬币，模仿萨珊帝国统治者霍斯劳二世的样式。Bishapur铸造。时间YE 25 = AH 36（即公元656年）。萨珊式的半身像模仿霍斯劳二世，边缘写着毕斯米拉；火焰祭坛上有丝带和侍从，星形和新月状火焰；日期在左，铸币名在右。

在欧麦尔及其继任者的领导下，阿拉伯征服者试图保持其政治和文化凝聚力，尽管他们征服的文明具有强大吸引力。阿拉伯人最初定居在要塞城镇，而不是零星的庄园。被征服的非穆斯林民族受到保护，被称为齐米（受保护的），需要缴纳一种特别税，即吉兹亚，该税对不同的人采取不同的税率，通常对身体健康、适合从军的男子征收两个迪拉姆，他们缴税后可免去服役。妇女和儿童不必缴纳该税。至少在阿拉伯统治的最初几个世纪，统治者既不希望也不允许人口大规模皈依伊斯兰教。

### 宗教
穆斯林征服波斯后，琐罗亚斯德教徒被赋予了齐米身份并受到迫害。琐罗亚斯德教徒需要缴纳额外的被称为吉兹亚的税，否则他们将被杀害、奴役或监禁。支付吉兹亚的人则时常受到收税员的侮辱。在战争中被俘虏为奴隶的琐罗亚斯德教徒，如果他们接受伊斯兰教，便可获得自由。虽然阿拉伯征服者允许信仰自由，但皈依伊斯兰教的人享有特权。波斯人皈依伊斯兰教是一个缓慢的过程，历时多个世纪，到了1000年左右，大多数波斯人仍信奉琐罗亚斯德教。
穆斯林统治者为争取人们皈依伊斯兰教，用金钱鼓励他们参加穆斯林祈祷，并允许古兰经用波斯语而不是阿拉伯语叙述，以使所有人都能理解。伊斯兰教很容易被从事工业和手工业的琐罗亚斯德教徒所接受，因为琐罗亚斯德教认为这种涉及放火的职业使他们不纯净。此外，穆斯林传教士在向琐罗亚斯德教徒解释伊斯兰教义时没有遇到困难，因为两种信仰之间有许多相似之处。据托马斯·沃克·阿诺德的说法，对于波斯人，他将以安拉和伊布力斯的名义会见阿胡拉·馬茲達和阿里曼。希沙姆 和欧麦尔二世等哈里发向阿富汗派遣倭马亚传教士，促进了伊斯兰教在阿富汗的传播。
基督教和犹太教社区依然庞大且繁荣，还有少数佛教徒和其他团体。但是，人口以缓慢而稳定的步伐逐渐伊斯兰化。贵族和城市居民是首先皈依伊斯兰教，在农民和乡绅群体内的传播速度则较慢。

### 语言
在正统哈里发期间，波斯（包括美索不达米亚）的官方语言仍为中古波斯语（巴列维语），而叙利亚和埃及的官方语言仍为希腊语和科普特语。但是，在后来的倭马亚王朝时期，倭马亚强迫整个帝国所有民族使用阿拉伯语，取代其本土语言。哈查吉·伊本·优素福（661-714）正式将伊拉克的行政语言从中古波斯语（巴列维）更改为阿拉伯语。中古波斯语仍然保持了持久的生命力，它的大部分结构和词汇都得以保留，并演变为现代波斯语。不过，波斯语确实吸收了一定数量的阿拉伯语词汇，尤其是与宗教有关的单词，且不再使用巴列维字母，而是改为阿拉伯字母的波斯改良版。如今，波斯语在伊朗、阿富汗和塔吉克斯坦作为官方语言使用。

### 城市化
阿拉伯人对波斯的征服使伊朗进入了一段极端城市化的时期，该时期始于阿拔斯王朝初期，直至公元11世纪，在波斯东部呼罗珊和河中地区尤为如此。这一时期，伊朗出现了许多大都市，其中一些城市的人口高达200000。在极端的城市化之后，到11世纪末和12世纪初，伊朗经济崩溃，导致伊朗人大规模移民至中亚、印度、中东其他地区和安纳托利亚。一些人认为这一灾难成为波斯语在中亚和中东大部分地区广泛传播的原因。

## 书目
- Bashear, Suliman. . Darwin Press. 1997. ISBN 978-0-87850-126-7.
- Boyce, Mary. . Psychology Press. 2001  [2020-07-20]. ISBN 978-0-415-23902-8. （原始内容存档于2020-08-11）.
- Daniel, Elton. . Greenwood Press. 2001. ISBN 978-0-313-30731-7.
- Donner, Fred. . Princeton. 1981. ISBN 978-0-691-05327-1.
- Morony, M. . . 2, ANĀMAKA – ĀṮĀR AL-WOZARĀʾ. 1987  [2020-07-20]. （原始内容存档于2013-10-14）.
- Sicker, Martin. . Praeger. 2000. ISBN 978-0-275-96892-2.
- Spuler, Bertold; M. Ismail Marcinkowski (translator), M. Ismail; Clifford Edmund Bosworth (foreword). . Singapore: Pustaka Nasional. 2003. ISBN 978-9971-77-488-2.
- Zarrin'kub, Abd al-Husayn. . Sukhan. 1999. ISBN 978-964-6961-11-1.
- Daryaee, Touraj. . I.B.Tauris. 2009: 1–240  [2020-07-20]. ISBN 978-0857716668. （原始内容存档于2020-11-21）.
- Greatrex, Geoffrey; Lieu, Samuel N. C. . New York, New York and London, United Kingdom: Routledge (Taylor & Francis). 2002  [2020-07-20]. ISBN 0-415-14687-9. （原始内容存档于2020-04-19）.
- Pourshariati, Parvaneh. . London and New York: I.B. Tauris. 2008  [2020-07-20]. ISBN 978-1-84511-645-3. （原始内容存档于2017-01-04）.
- Zarrinkub, Abd al-Husain. . . Cambridge: Cambridge University Press. 1975: 1–57  [2020-07-20]. ISBN 978-0-521-20093-6. （原始内容存档于2019-12-22）.
- Christensen, Peter. . Museum Tusculanum Press. 1993: 1–351  [2020-07-20]. ISBN 9788772892597. （原始内容存档于2020-08-11）.
- Shapur Shahbazi, A. . . 2005  [3 April 2014]. （原始内容存档于2013-09-28）.
- Bosworth, Clifford Edmund. . . Leiden, and New York: BRILL: 681–685. 1997  [2020-07-20]. ISBN 9789004082656. （原始内容存档于2016-01-09）.
- Gazerani, Saghi. . BRILL. 2015: 1–250  [2020-07-20]. ISBN 9789004282964. （原始内容存档于2020-09-30）.
- Marshak, B.I.; Negmatov, N.N. . B.A. Litvinsky, Zhang Guang-da and R. Shabani Samghabadi  (编). . 1996. ISBN 92-3-103211-9.